# Aucklandella wellingtoni
Aucklandella wellingtoni là một loài tò vò trong họ Ichneumonidae.